# HD 6960
HD 6960，又名BD+63 149，SAO 11615、HR 342，是一颗恒星，视星等为5.55，位于銀經125.1，銀緯1.42，其B1900.0坐标为赤經1h 4m 57.5s，赤緯+63° 1.42′ 15″。